# Pierella ocreata
Pierella ocreata är en fjärilsart som beskrevs av Frederick DuCane Godman och Osbert Salvin 1868. Pierella ocreata ingår i släktet Pierella och familjen praktfjärilar. Inga underarter finns listade i Catalogue of Life.